# Santuario di Nostra Signora del Buonviaggio (Vezzano Ligure)
La Chiesa e Santuario di Nostra Signora del Buonviaggio a Buonviaggio, è una chiesa cattolica situata nel comune di Vezzano Ligure, in provincia della Spezia. La chiesa è sussidiaria della parrocchiale di Sant'Apollinare in Valeriano Lunense, nel Vicariato Alta Val di Magra, diocesi della Spezia-Sarzana-Brugnato.

## Storia
Nella zona, essendo sempre stata un punto di passaggio (da cui il toponimo stesso, Buon - viaggio, in senso augurale) collegante la Val di Magra con la Piana di Migliarina e di lì alla Spezia, era probabilmente presente un hospitium, sulle fondamenta del quale potrebbe essere stato edificato il primitivo oratorio nel XVI secolo. L'oratorio venne poi ampliato e rimaneggiato, dando origine alla chiesa attuale.
Dagli archivi parrocchiali si deduce infine un importante trasformazione dell'edificio sacro avvenuta nel 1887, quando da struttura ad una navata con copertura lignea sorretta da due arconi trasversali si realizzò una nuova struttura a due navate voltate affiancate a quella centrale, con copertura a volta della navata centrale.
Nel 2015 l'edificio venne sottoposto a restauro delle coperture con intervento della Conferenza Episcopale Italiana.

## Descrizione
La chiesa si presenta internamente costituita da una navata centrale fiancheggiata da due strette navate laterali divise dalla centrale da arcate sorrette da pilastri a pianta quadrangolare. La navata centrale risulta coperta da volta a botte lunettata, così come il  presbiterio, posto ad un livello superiore e recante una conformazione piuttosto profonda che conclude con un'abside semicircolare.
All'esterno, il fronte principale della chiesa che si affaccia su un sagrato sopraelevato rispetto al piano stradale presenta è caratterizzato da due ordini di paraste binate. Tra le due coppie centrali del primo ordine è situato il portale mentre tra le due coppie centrali del secondo ordine trova luogo un lucernario circolare.